# 아침 식사 목록
다음은 아침 식사 목록이다.

## ㄱ
- 갈색빵
- 감자 볶음
- 감자 부침
- 그래놀라

## ㄴ
- 나시 고렝
- 나시 르막
- 납작귀리
- 낫토
- 뇨키

## ㄷ
- 다마고카케고한
- 달걀 스크램블
- 달걀 프라이
- 데이니시
- 도넛
- 도사 (음식)
- 딤섬
- 땅콩버터

## ㄹ
- 라반 (발효유)
- 레프세
- 로코모코
- 로티 차나이
- 록스 (음식)
- 링구이사

## ㅁ
- 마나키시
- 마스 후니
- 말라사다
- 맥그리들스
- 맥머핀
- 머핀
- 메네멘
- 메이플 시럽
- 몬 힝가
- 물수란
- 뮤즐리
- 므삼만
- 미가스
- 미고렝
- 밀크 토스트

## ㅂ
- 바나나
- 바나나빵
- 바이스부르스트
- 바크리 (빵)
- 배
- 베어 클로
- 베이글
- 베이컨
- 베이크트 빈즈
- 부댕 (음식)
- 브렉퍼스트 소시지
- 빵

## ㅅ
- 사과
- 사오빙
- 사테
- 삶은 달걀
- 성젠만터우
- 소다빵
- 소시지
- 수플레
- 슈트루델
- 스무디
- 스콘
- 스크래플
- 시나몬 롤
- 시르니키
- 시리얼
- 시미트
- 쏘이

## ㅇ
- 아나다마빵
- 아레파
- 아키 아 살피시
- 알 (식품)
- 양 (음식)
- 에그 베네딕트
- 에너지 바
- 엔칠라다
- 연어 요리
- 염대구
- 오렌지 주스
- 오므라이스
- 오믈렛
- 오트밀
- 와플
- 요구르트
- 우설
- 유탸오
- 응아우레이소우
- 이들리
- 잉글리시 머핀

## ㅈ
- 젠빙
- 젠빙궈쯔
- 조니케이크
- 주키니호박
- 죽

## ㅊ
- 창과
- 초리소

## ㅋ
- 캐드베리
- 코티지 치즈
- 쿠바빵
- 쿨리치
- 쿨차
- 퀵 브레드
- 크럼펫
- 크레프
- 크루아상
- 키리바트
- 키슈

## ㅌ
- 타코
- 텍사스 토스트
- 토스트
- 티케이크

## ㅍ
- 파울
- 파치키
- 판데살
- 팔미에
- 팝오버
- 팝콘 시리얼
- 팬케이크
- 팽 오 레쟁
- 팽 오 쇼콜라
- 페이스트리
- 포리지
- 푸투 (남아시아 음식)
- 풀 브렉퍼스트
- 프라이드 브레드
- 프라이드 치킨
- 프라이브레드
- 프렌치 토스트
- 프리타타

## ㅎ
- 해시 (음식)
- 해시 브라운
- 햄 앤드 에그
- 햄
- 햄버거
- 호박빵

## 같이 보기
- 아침 (식사)